# Клипер (космически кораб)
Вижте пояснителната страница за други значения на Клипер.
Клипер е руски проект, който би трябвало да е следващата генерация обитаеми космически кораби и е избран за наследник на Союз.
През 2006 проектът е прекратен.